# Kiyoshi Tanabe
Kiyoshi Tanabe, född 10 oktober 1940 i Aomori, är en japansk före detta boxare.
Tanabe blev olympisk bronsmedaljör i flugvikt i boxning vid sommarspelen 1960 i Rom.